# Knokke Off
Knokke Off ist eine belgische Fernsehserie aus dem Jahr 2023. Im anglophonen Raum ist die Serie auch unter dem Titel High Tides bekannt. In der Serie werden Elemente aus Drama, Liebe und Beziehungen miteinander verwoben.
Die erste Staffel ist seit dem 7. Dezember 2023 auf dem Online-Streamingdienst Netflix abrufbar. Die zweite Staffel von Knokke Off ist seit dem 21. März 2025 auf Netflix verfügbar. Die Serie wurde um eine dritte Staffel verlängert.

## Handlung
Knokke Off handelt von einer Gruppe Jugendlicher und ihrer Eltern, die ihre Zeit über den Sommer in der mondänen Stadt Knokke-Heist an der belgischen Küste verbringen.

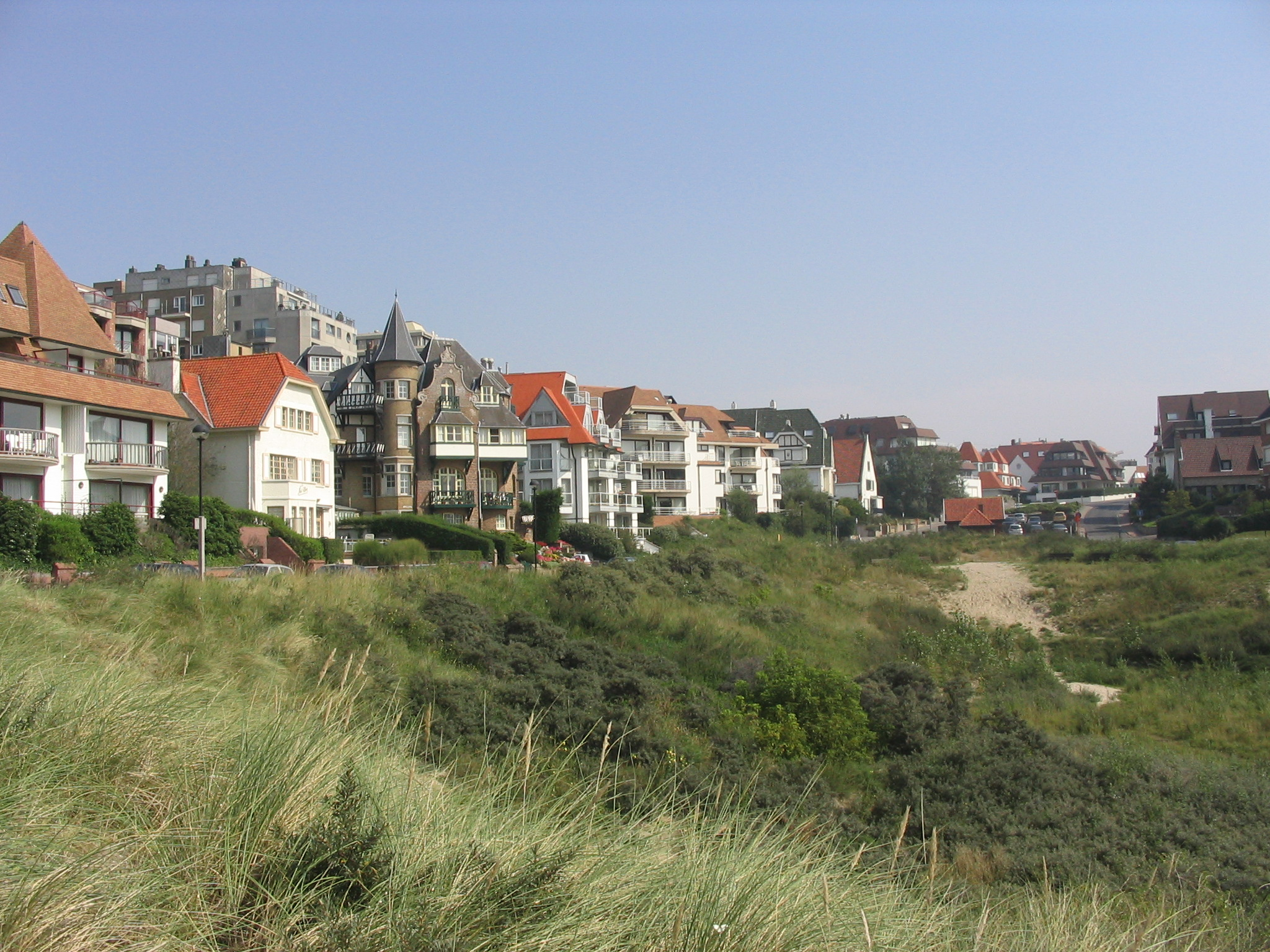
Die Serie wurde größtenteils in der Titelstadt Knokke gedreht

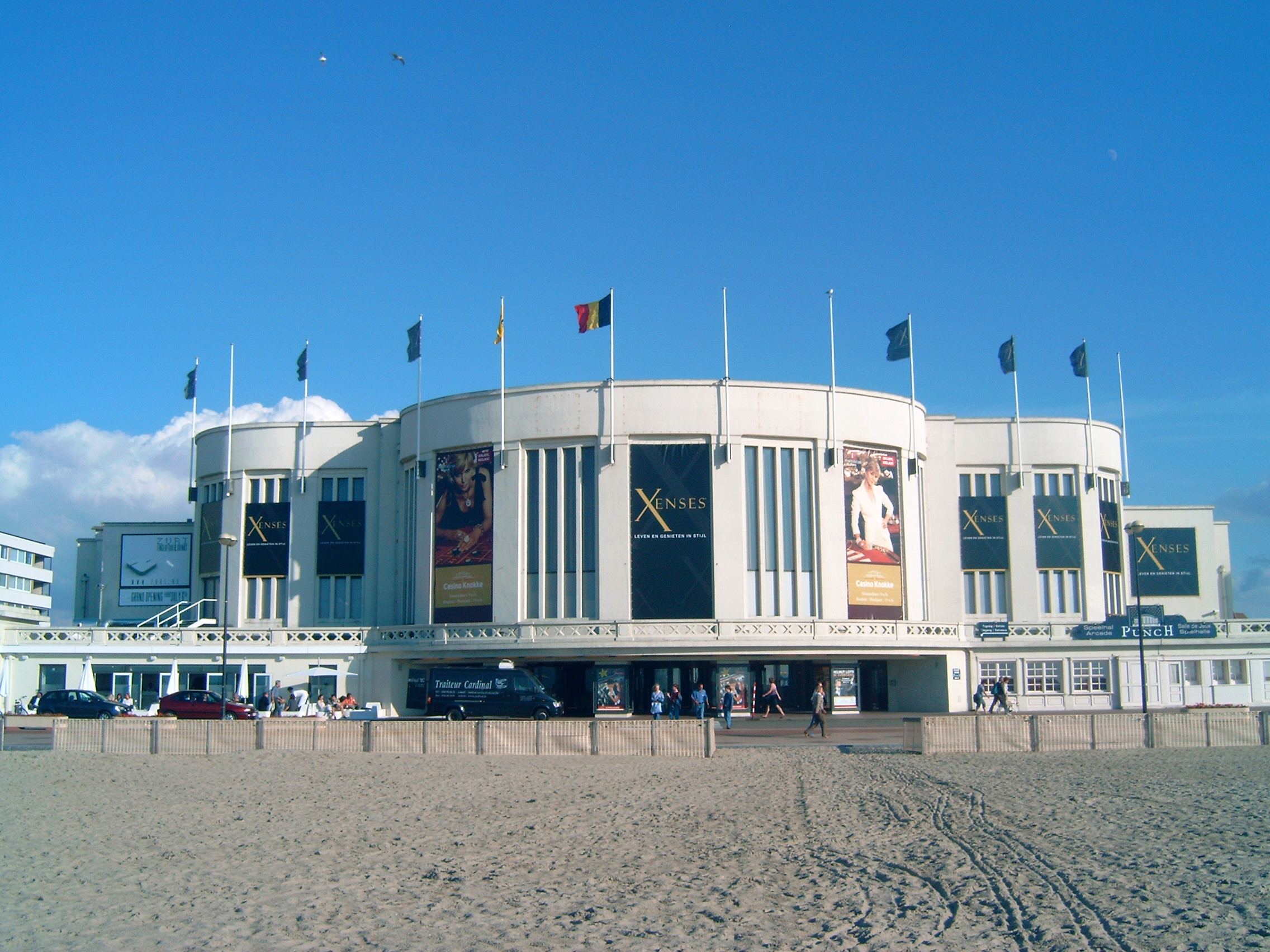
Der Club The crazy Lulu im Casino Knokke

Daan und seine Mutter Melissa ziehen aus der niederländischen Stadt Breda auf einen Campingplatz in Cadzand-Bad, unmittelbar an die belgisch-niederländischen Grenze in der Nähe von Knokke. Nachdem Daan und seine Mutter in ihrer neuen Unterkunft auf dem Campingplatz angekommen sind, entdeckt Daan eine von seiner Mutter versteckte Pistole und stellt sie deshalb zur Rede. Daan lernt seine neue Nachbarin auf dem Campingplatz, Anouk, kennen, mit der er sich anfreundet. Anouk handelt mit Drogen.
Daan bewirbt sich in einem Strandclub in Knokke-Heist als Aushilfskraft und lernt den Inhaber des Clubs, Jacques, kennen. Am ersten Tag seiner Tätigkeit lernt Daan die gleichaltrige wohlhabende Clique kennen. Als Daan Berliner Pfannkuchen unter den Gästen aktiv anbietet, ruft Alexandre „Alex“ Vandael Daan erstmals zu sich und signalisierte, dass er einen Berliner Pfannkuchen haben möchte. Als Daan Alex einen Berliner Pfannkuchen reicht, lässt Alex diesen bewusst fallen, um das Missgeschick auf Daan zu lenken. Nachdem sich diese Handlung wiederholt und Alex Daan provozierend fragt, ob das Tablett sicher auf dem Tisch stehe, knallt Daan das Tablett in Alex’ Gesicht und verletzt ihn körperlich. Fortan treffen die verschiedenen sozialen Gruppen aufeinander. Jacques rät Daan, dass er sich vor der reichen Clique in Acht nehmen solle.
Daans Mutter, Melissa, eine Krankenpflegerin, bewirbt sich als Kindermädchen bei der Familie Vandael, um herauszufinden, was ihrer Schwester Claudia vor vielen Jahren in Knokke widerfahren ist, da nicht bekannt ist, wo sich Claudia aufhält bzw. was mit ihr geschehen ist. An einigen Abenden, nachdem Melissa die Tochter von Eleonore, Olivia, zu Bett gebracht hat, schaut sich Melissa heimlich in einigen Bereichen des Hauses um und schaut sich vor allem Kleidungsstücke und Eleonores Schmuck an. Melissa entdeckt eine Kette, die sie als Kette von Claudia vermutet, und stiehlt diese. Eleonore stellt den Diebstahl am Folgetag fest. Während Olivia und Melissa Karten spielen, kommt Eleonore dazu und spielt mit. Als die drei nach einer verlorenen Karte suchen, findet Olivia die Kette, die Melissa zuvor gestohlen hat. An einem anderen Abend schaut sich Melissa in Patricks Arbeitszimmer um und findet ein Medikament zur Erhöhung des Testosteronspiegels.
Das vornehme junge Pärchen Louise Basteyns und Alex haben Beziehungsprobleme. Louise leidet unter einer bipolaren Störung mit ausgeprägten Stimmungsschwankungen und nimmt zur Behandlung entsprechende Tabletten zu sich, die sie mit der Zeit bewusst absetzt. Das Aussetzen der Medikamente hat für Louise Konsequenzen. Zwischen Louise und Alex sowie zwischen Louise und Daan kommt es zu wiederkehrenden, abwechselnden körperlichen Annäherungen.
Während einer Vernissage verkauft der Vater von Alex, Patrick Vandael, in einer Kunstgalerie ein minimalistisches Ausstellungsstück namens Fontana an Christine, die beste Freundin seiner Frau Eleonore. Das Ausstellungsstück weist zwei vertikale Risse und einen diagonalen Riss auf und hat einen Wert von einer Million Euro. Patrick Vandael hat eine Affäre mit Christine. Während der Feierlichkeit kommt es zwischen Patrick Vandael und Christine zur sexuellen Handlung. Alex nimmt den Akt mit seinem Mobiltelefon heimlich auf und leidet wiederholt unter dem Gesehenen. Louise erzählt ihrer besten Freundin Margaux von der Affäre zwischen Patrick und Christine.
Die Clique sucht einen Club auf, um zu feiern. Als Daan wegen des Türstehers vergeblich versucht, den Club zu betreten, bittet Louise Alex, ob er Daan beim Türsteher als Teil der Clique anmelden könne. Anouk ist in diesem Club Servicekraft und bedient die Clique. Es folgt ein Kuss zwischen Anouk und Daan, den die anderen gesehen haben. Zwischen Daan und Anouk sowie zwischen Louise und Daan kommt es zu wiederkehrenden, abwechselnden körperlichen Annäherungen.
Louises Freund, Alex, beabsichtigt, einen Club namens The crazy Lulu im Casino Knokke zu eröffnen. Sein Vater, Patrick Vandael, ist von den Plänen seines Sohnes nicht begeistert und fürchtet um das Ansehen seiner Familie, da er laut den Entwurfsplänen annimmt, dass es sich hierbei um ein Bordell handelt. Zwischen Vater und Sohn kommt es zu einer heftigen körperlichen Auseinandersetzung. Seine Mutter, Eleonore, steht zu ihm. Nach der körperlichen Auseinandersetzung sucht Alex Jacques auf – sie unterhalten sich über Alex’ Vater und er zeigt Jacques das heimlich aufgenommene Video der sexuellen Handlung zwischen Patrick und Christine.
Als Alex’ Vater mit einem Privatjet geschäftlich verreist, fingiert Alex mithilfe von Daan einen Einbruch in seinem Elternhaus und entwendet das Ausstellungsstück der Vernissage und Luxusuhren. Diese Luxusuhren befinden sich nicht im Eigentum seines Vaters. Zudem haben sie die Aufnahmen der Überwachungskamera entwendet. Alex und Daan werden durch das Kindermädchen, Daans Mutter, Melissa, in flagranti erwischt. Melissa meint in einem der beiden Einbrecher ihren Sohn Daan erkannt zu haben. Daraufhin flüchten Alex und Daan aus dem Anwesen gen Auto, in dem Louise und Anouk warten. Als Melissa Eleonore über den Einbruch informiert und Alex’ Beteiligung erwähnte, meldet sich Eleonore an Patricks Computer an, um die Aufnahmen der Überwachungskamera zu löschen, damit Patrick nichts vom Einbruch bzw. von Alex’ Beteiligung erfährt. Daraufhin nimmt Eleonore Kenntnis von einer Videodatei auf dem Computer, die sie öffnet – hierauf ist der sexuelle Kontakt zwischen Patrick und Christine zu sehen. Diese Videodatei hat Alex zuvor auf den Computer absichtlich transferiert und sichtbar platziert. Als Melissa und Eleonore danach miteinander sprechen, offenbart Melissa, dass es sich bei der zweiten Person auf den Überwachungsvideos um Daan handelt, woraufhin Eleonore um Fassung ringt.
Während Patrick auf Geschäftsreise ist, sucht Eleonore die Kunstgalerie auf, in der sich Christine aufhält und konfrontiert sie mit der Affäre.
Als die Clique einen Bootsausflug unternimmt, fällt Alex plötzlich ins Wasser und wird daraufhin in ein Krankenhaus gebracht. Dort besuchen ihn seine Mutter (Eleonore), Louise und Christine. Als einige Zeit später Daan dazustößt, lernen Eleonore und Christine Daan kennen und erfahren, dass er Alex aus dem Wasser gerettet hat. Als Daan das Krankenzimmer verlassen möchte, weil er beabsichtigt den Bus zu nehmen, bedankt sich Alex’ Mutter ihm gegenüber großzügig mit einem 100-Euro-Schein.
Jan, Louises Vater, verheimlicht Louise seinen langjährigen Partner, obwohl er nach wie vor mit seiner Frau, Angelique, verheiratet ist. Als Louise das Auto ihres Vaters zufällig am Straßenrand entdeckt, sucht sie ihn auf und klingelt an dem Gebäude, in dem Louise ihn vermutet. Es folgt ein Gespräch zwischen Louise, Jan und seinem Partner. In dem Gespräch äußert Jan gegenüber seiner Tochter Louise, dass ihre Mutter, Angelique, seit jeher von der Affäre Kenntnis hat und somit einvernehmlich ist.

## Besetzung und Synchronisation
Die deutschsprachige Synchronisation entstand nach den Dialogbüchern von Bianca Krahl, Theo Plakoudakis und Julia Kantner sowie unter der Dialogregie von Bianca Krahl und Dascha Lehmann durch die Synchronfirma EVA Studios Germany in Berlin.
| Rolle                    | Schauspieler          | Synchronsprecher    |
| ------------------------ | --------------------- | ------------------- |
| Louise Basteyns          | Pommelien Thijs       | Marie Hinze         |
| Alexander „Alex“ Vandael | Willem De Schryver    | Sebastian Fitzner   |
| Daan Paroti              | Eliyha Altena         | Nicolas Rathod      |
| Melissa van Nishout      | Anna Drijver          | Marieke Oeffinger   |
| Eleonore Vandael         | Ruth Becquart         | Gundi Eberhard      |
| Olivia Vandael           | Felicia van Remoortel | Ellis Drews         |
| Patrick Vandael          | Geert van Rampelberg  | Dennis Schmidt-Foß  |
| Margaux                  | Ayana Doucouré        | Magdalena Montasser |
| Matti                    | Kes Bakker            | Linus Drews         |
| Emilie Basteyns          | Emma Moortgat         | Johanna von Gutzeit |
| Victor                   | Jef Hellemans         | Oliver Szerkus      |
| Angelique Basteyns       | Ini Massez            | Ulrike Stürzbecher  |
| Jan Basteyns             | Pieter Genard         | Frank Schaff        |
| Anouk                    | Manouk Pluis          | Derya Akyol         |
| Christine Verduyn        | Jasmine Sendar        | Bianca Krahl        |
| Jacques Peeters          | Gene Bervoets         | Erich Räuker        |
| Paul                     | Tristan Versteven     | Armin Schlagwein    |
| Jacqueline Vandael       | Viviane De Muynck     | Ulrike Möckel       |
| Thomas Peeters           | Aimé Claeys           | Marcel Collé        |
| Claudia                  | Caroline Stas         |                     |
| Charles                  | Pierre Gervais        |                     |
| John                     | Dries Vanhegen        |                     |
| Jean-Jacques             | Blaise Afonso         |                     |
| Albert                   | Laurent Van Wetter    |                     |
| Marie-Ange               | Hélène Theunissen     |                     |
| Suzanne                  | Mirthe Tavernier      |                     |
| Eline Maenhout           | Anne Somers           |                     |
| Tim                      | Korneel Blomme        |                     |
| Jeroen                   | Bartel Verlinde       |                     |
| Maurice                  | Karel Vingerhoets     |                     |
| Mike                     | Tom De Beckker        |                     |
| Jason                    | Hannes Reckelbus      |                     |

## Episodenliste

### Staffel 1
| Nr. (ges.) | Nr. (St.) | Deutscher Titel                | Originaltitel                | Erstveröffentlichung (Belgien) | Deutschsprachige Erstveröffentlichung (D/A/CH) | Dauer  |
| ---------- | --------- | ------------------------------ | ---------------------------- | ------------------------------ | ---------------------------------------------- | ------ |
| 1          | 1         | Willkommen in Knokke, B*tch!   | Welcome to Knokke, bitch!    | 12. Mai 2023                   | 7. Dez. 2023                                   | 37 min |
| 2          | 2         | Willst du auch mal probieren?  | Wil je ook eens proeven?     | 12. Mai 2023                   | 7. Dez. 2023                                   | 36 min |
| 3          | 3         | Wer sich zu den Hunden legt    | Wie bij de hond slaapt       | 12. Mai 2023                   | 7. Dez. 2023                                   | 35 min |
| 4          | 4         | Ich hab eine geile Idee        | Ik heb een fucking goed idee | 19. Mai 2023                   | 7. Dez. 2023                                   | 34 min |
| 5          | 5         | Trautes Heim, Glück allein     | Home sweet home              | 19. Mai 2023                   | 7. Dez. 2023                                   | 35 min |
| 6          | 6         | Ich rieche nach Sex            | Ik ruik naar seks            | 2. Juni 2023                   | 7. Dez. 2023                                   | 36 min |
| 7          | 7         | Der große böse Wolf            | The big bad wolf             | 9. Juni 2023                   | 7. Dez. 2023                                   | 38 min |
| 8          | 8         | Wenigstens ist sie gut erzogen | Da’s tenminste een brave     | 16. Juni 2023                  | 7. Dez. 2023                                   | 37 min |
| 9          | 9         | Sie wissen es                  | Ze weten het                 | 23. Juni 2023                  | 7. Dez. 2023                                   | 35 min |
| 10         | 10        | Auf die Liebe?                 | Op de liefde?                | 30. Juni 2023                  | 7. Dez. 2023                                   | 32 min |

### Staffel 2
| Nr. (ges.) | Nr. (St.) | Deutscher Titel                     | Originaltitel              | Erstveröffentlichung (Belgien) | Deutschsprachige Erstveröffentlichung (D/A/CH) | Dauer  |
| ---------- | --------- | ----------------------------------- | -------------------------- | ------------------------------ | ---------------------------------------------- | ------ |
| 11         | 1         | Willkommen zurück, A****loch        | Welkom terug, klootzak     | 6. Dez. 2024                   | 21. März 2025                                  | 32 min |
| 12         | 2         | Lebe nicht mein Leben               | Ik word geleefd            | 13. Dez. 2024                  | 21. März 2025                                  | 34 min |
| 13         | 3         | Bipolarer Bär                       | Bipolar Bear               | 20. Dez. 2024                  | 21. März 2025                                  | 29 min |
| 14         | 4         | Es ist nicht, was du denkst         | ’t is niet wat ge denkt    | 27. Dez. 2024                  | 21. März 2025                                  | 34 min |
| 15         | 5         | Gemischtes Doppel                   | Dubbel gemengd             | 3. Jan. 2025                   | 21. März 2025                                  | 35 min |
| 16         | 6         | Wir sind alle f*cked up             | We zijn allemaal fucked up | 10. Jan. 2025                  | 21. März 2025                                  | 32 min |
| 17         | 7         | Knokke-Boy                          | Knokke boy                 | 17. Jan. 2025                  | 21. März 2025                                  | 33 min |
| 18         | 8         | Er war ein absoluter Profi da unten | Het ligt niet aan ons      | 24. Jan. 2025                  | 21. März 2025                                  | 33 min |